# 2005 у відеоіграх

## Події

### Великі релізи
- Шкільні Дні
- Battlefield 2
- Land of the Dead: Road to Fiddler's Green
- Козаки 2: Наполеонівські війни
- Quake 4
- Resident Evil 4
- Civilization IV
- Prince of Persia: The Two Thrones
- Serious Sam II
- Half-Life 2: Lost Coast
- Myst V: End of Ages
- Peter Jackson's King Kong
- F.E.A.R.